# Canal 6 (Chile)
Canal 6 —formalmente Corporación de Televisión de la Universidad de Chile— fue la señal temporal que tuvo el canal de televisión controlado por la Universidad de Chile entre junio y noviembre de 1973, debido a la toma de su señal original (Canal 9) por parte de trabajadores adeptos a la Unidad Popular.

## Historia

### Antecedentes
En octubre de 1972 el Consejo Superior de la Universidad de Chile llamó a concurso público para reemplazar todos los cargos del Departamento de Prensa de Canal 9, hecho que acrecentó la pugna existente entre la Junta Directiva de la Corporación de Televisión y el Sindicato del canal; en palabras de Juan Ángel Torti, se buscaba "cambiar a la casi totalidad de los periodistas del Canal 9 que eran de izquierda" y la Asamblea de Trabajadores de la estación televisiva denunciaba dicho concurso como una «maniobra política» y utilizar a Canal 9 como «un órgano más de la reacción chilena».
El 2 de enero de 1973 iniciaban sus labores los periodistas que habían ganado el concurso, sin embargo los trabajadores de Canal 9 impidieron su ingreso a las instalaciones. El conflicto se mantuvo, lo que llevó a que, entre el 19 de enero y el 8 de septiembre de 1973, la estación televisiva estuviera tomada y bajo control directo de sus trabajadores. El entonces jefe del Comité de Defensa del Canal era Augusto Carmona, elegido también por sus compañeros de Nuevediario como jefe de prensa, lo que generó una nueva pugna con la Universidad. El 5 de marzo de 1973, la Contraloría General de la República declaró ilegal la convocatoria a concurso, ya que este no estaba hecho por la Corporación sino por el Consejo Superior de la Universidad.

### Fundación y allanamiento
Producto de la toma de la estación televisiva, el grupo de trabajadores que apoyaba al rector Boeninger comenzó a reunirse en dependencias de la Universidad de Chile ubicadas en Amunátegui 73, preparando la programación que sería puesta al aire una vez fueran recuperados los estudios de Inés Matte Urrejola 0825; al mismo tiempo, comenzaron a ser grabados distintos programas en los estudios de Protab.
En abril de 1973 la prensa escrita informaba que para el mes siguiente estaba previsto el lanzamiento de "Teleonce", nuevo canal de la Universidad de Chile que emitiría en la frecuencia 11 en reemplazo del Canal 9 que seguía tomado. En respuesta a ello, la Superintendencia de Servicios Eléctricos, de Gas y Telecomunicaciones (Segtel) denunció que la salida al aire del Canal 11 sería ilegal, y el 6 de abril autorizó las transmisiones experimentales durante seis meses de un canal de la Universidad Técnica del Estado (UTE) que ocuparía dicha frecuencia 11. Las autoridades de la Universidad de Chile denunciaron que dicha medida era ilegal, ya que la legislación autorizaba exclusivamente a las universidades de Chile, Católica de Chile y Católica de Valparaíso —además de Televisión Nacional de Chile— a operar canales de televisión, lo cual fue reafirmado por el Consejo Nacional de Televisión el 18 de abril.
El 16 de junio de 1973 la Universidad de Chile anunció que ya no transmitía en la frecuencia 9 y creó el Canal 6, iniciando sus emisiones de forma regular el día siguiente a las 20:05. La elección de la frecuencia 6 poseía un simbolismo para la universidad, ya que correspondía a «un 9 invertido» según palabras de sus directivos. Su transmisor era de limitada potencia (1,5 kW) por lo que las emisiones del canal abarcaban solamente el sector oriente de la capital chilena, si bien se esperaba que pudieran en el futuro alcanzar hasta Curicó o Talca.
El gobierno de la Unidad Popular tacharía el lanzamiento de Canal 6 como ilegal. En la madrugada del 19 de junio, los estudios de Canal 6 —ubicados en Avenida Pedro de Valdivia 2454, Providencia— fueron asaltados por la Policía de Investigaciones y se incautaron algunos equipos, pero aun así la estación reinició sus transmisiones en la frecuencia 6 el 7 de julio. El asalto a la sede de Canal 6 motivó que los diputados opositores a la Unidad Popular presentaran una acusación constitucional contra el ministro del Interior, Gerardo Espinoza Carrillo, la cual fue aprobada por el Senado el 19 de julio de 1973, siendo destituido de su cargo.
Parte de su programación propia se realizaba desde los 2 estudios que poseía la sede de Canal 6 (equipados con 3 cámaras de televisión), mientras que el resto se producía en los estudios de Protab. A las 4:15 de la madrugada del 11 de agosto fue lanzada una bomba por desconocidos que detonó en el antejardín del canal, sin generar daños a la infraestructura. El 23 de agosto el canal denunció que fueron robados elementos de su planta retransmisora en Agua Santa (Valparaíso).

### Retorno a Canal 9
El 8 de septiembre de 1973 un contingente de carabineros ingresó a los estudios de Canal 9 por órdenes del intendente de la provincia de Santiago, Julio Stuardo, y al día siguiente la Universidad de Chile recuperó la frecuencia 9 a raíz de un acuerdo entre la Universidad Técnica del Estado (UTE), la Corporación y los sindicatos del canal. La Universidad de Chile debería elegir con qué canal (y, por ende, con qué personal) se quedaría —con el 6 o con el 9— y la UTE quedaría a cargo de la otra frecuencia. Sin embargo, la caída de Salvador Allende frustró los planes de la UTE de tener un canal de televisión propio, ya que la Junta Militar desconoció el acuerdo alcanzado entre las universidades.
Tras el golpe militar del 11 de septiembre de 1973, Canal 6 estuvo fuera del aire, retomando sus emisiones el 15 de septiembre y emitiendo solamente el informativo oficial preparado por Canal 13 y material envasado. El 17 del mismo mes las autoridades universitarias pudieron ingresar a las dependencias del desocupado Canal 9 para constatar daños y observar si era posible reiniciar sus emisiones mediante dicha frecuencia; ese mismo día reinició la emisión del informativo TeleU a las 21:30. El reinicio de transmisiones mediante la frecuencia 9 se realizó el 18 de noviembre.

## Personal
Parte del equipo humano que formaba parte de Canal 6 era:
- Eugenio Retamal Schafer, presidente del Consejo Directivo de la Corporación de Televisión de la Universidad de Chile.
- Fortunato Bobadilla, director general.
- Daniel Galleguillos, director ejecutivo.
- Sergio Riesenberg Friedman, director artístico.
- Octavio Neira Urrutia, director del Departamento de Prensa.
- José Darío Rojas Rojas, periodista.
- José Pérez Cartes, periodista.
- Saverio Sprovera, periodista.
- Manuel Aguirre, compaginador de vídeo.
- Mario Cordero, camarógrafo.
- Iván Abarca, técnico.
- Alfredo Lamadrid, funcionario.
- Pepe Abad, locutor.
- Justo Camacho, presentador y presidente de la Asociación de Empleados del Canal 6 de Televisión.
- Emilio Gaete, actor y presentador.
- Doris Guerrero, cantante y presentadora.

## Programación
Dentro de la programación propia que poseía Canal 6 se encontraban los siguientes espacios:
- TeleU, informativo presentado por Pepe Abad, Justo Camacho y otros locutores.
- Para usted señora, para usted señor, magacín presentado inicialmente por Justo Camacho, luego por Emilio Gaete y Doris Guerrero —reemplazada posteriormente por Gloria Urgelles—.
- ¿Cuánto sabe usted?, concurso presentado por Justo Camacho.
- Mesa redonda del deporte, debate y comentario deportivo con Luis Alberto Gasc, Humberto Ahumada, Jorge Zegers y Francisco Rivera; moderado por Raúl Parada.[23]
- Ojo político, programa periodístico presentado por Igor Entrala.
- Así vivimos, teleteatro escrito por Alicia Santaella y protagonizada por Norman Day, Maruja Cifuentes, Osvaldo Silva y Ana María Palma.
- El público quiere saber, programa periodístico de entrevistas preparado por el Departamento de Extensión de la Universidad de Chile.
- Domingo feliz, magacín dominical presentado por Hernán Pereira.
- Voltop's, programa musical.

El resto de la programación estaba compuesta por material extranjero, principalmente documentales, películas y series; entre ellas se encontraban las estadounidenses La familia Smith, Laurel y Hardy, Bat Masterson y Patrulla de caminos, las argentinas Cosa juzgada y Mi dulce enamorada —esta última emitida dentro de Para usted señora, para usted señor— y la teleserie peruana El adorable profesor Aldao.

## Eslóganes
- Canal 6, creado para usted
- Un canal para usted, un canal para Chile
- Auténtica expresión de la Universidad de Chile